# Harlem shake (baile)
El Harlem shake, originalmente llamado el albee, es un baile introducido en 1981 por un residente de Harlem llamado "Al B". El baile fue referido inicialmente como "albee" debido al nombre de quien lo introdujo, pero más tarde se conoció como el Harlem shake (en español: movimiento de Harlem) ya que su importancia creció más allá de la vecindad. El baile se hizo principalmente más conocido en 2001 cuando G. Dep contó con el Harlem shake en su video musical "Let's Get It".

## Historia
El Harlem shake es un baile que originalmente se inició en Harlem, Nueva York, en 1981. Desde sus inicios se ha extendido a otras áreas urbanas y se hizo popular en los videos musicales. El inventor auto-declarado del baile fue "Al B", un residente de Harlem. Debido a su fundador, el baile se llamaba originalmente el "albee" en Rucker y Harlem, pero más tarde se conoció como el Harlem shake (en español: movimiento de Harlem).

## En la cultura popular
A pesar de que se inició en 1981, el Harlem shake se convirtió en la corriente principal en 2001 cuando G. Dep contó con el baile en su video musical "Let's Get It".
El Harlem Shake se asocia comúnmente con un movimiento de baile similar llamado "The Chicken Noodle Soup". El "Chicken Noodle Soup" evolucionó a partir del movimiento de Harlem y explotó en popularidad en el verano de 2006, cuando DJ Webstar y Young B lo llevaron a ser la corriente principal.
En 2001, el grupo de rap Plastic Little publicó su canción Miller Time que concluía con el verso de Jayson Musson "...then do the Harlem Shake". En febrero de 2013, este verso fue sampleado en una canción de Baauer, a la que tituló precisamente Harlem Shake, originalmente subida a YouTube el 10 de mayo de 2012. En 2013, ésta se difundió en miles de vídeos virales, convirtiéndose en un fenómeno de Internet conocido también como Harlem Shake. Sin embargo, el baile que se realiza en estos vídeos no es el Harlem Shake original.